# Un eroe per l'impero romano
Un eroe per l'impero romano è un romanzo storico di Andrea Frediani pubblicato nel 2009.

## Trama
È il 101 d.C., l'anno in cui Roma, all'apice della sua potenza ed espansione, intraprende forse la sua più grande e meno conosciuta guerra: la campagna per la conquista della Dacia, l'odierna Romania. Il carismatico imperatore Traiano guida l'impresa, ossessionato dall'idea di emulare le gesta di Alessandro Magno.
Ma se i romani possono mettere in campo la disciplina, la strategia e la collaudata forza delle legioni, i daci, condotti dal re Decebalo, hanno fama leggendaria di essere uomini dal sovrumano coraggio, guerrieri pronti a tutto. E a contrastare la minaccia dell'invasore appaiono anche alcune misteriose creature, assetate di sangue romano.
All'ombra delle operazioni dirette da Traiano si intrecciano i destini di due fratelli romani: Tiberio Claudio Massimo, valoroso cavaliere, soldato ambizioso e determinato, e Marco, indolente e refrattario alle responsabilità.
Tiberio passerà alla storia come colui che catturò il temibile Decebalo: la colonna traiana e la sua stele ritrovata nel secolo scorso lo raffigurano mentre tenta di impedire al sovrano nemico di suicidarsi. Marco invece è un frumentarius, una spia, un infiltrato nelle file daciche, eppure per la vittoria finale anche le sue mosse sotterranee risulteranno decisive.

## Edizioni
- Andrea Frediani, Un eroe per l'impero romano, Newton Compton Editori, 2009,  p. 326, ISBN 978-88-541-1444-9.

- Andrea Frediani, Un eroe per l'impero romano, collana Gli Insuperabili, tascabile, Newton Compton Editori, 25 agosto 2016,  p. 338, ISBN 978-88-541-9629-2.